# Cymothoe heliada
Cymothoe heliada là một loài bướm thuộc họ Nymphalidae. Loài này phân bố ở Nigeria, Cameroon, Cộng hòa Congo và Cộng hòa Dân chủ Congo. Môi trường sống của loài này là rừng.

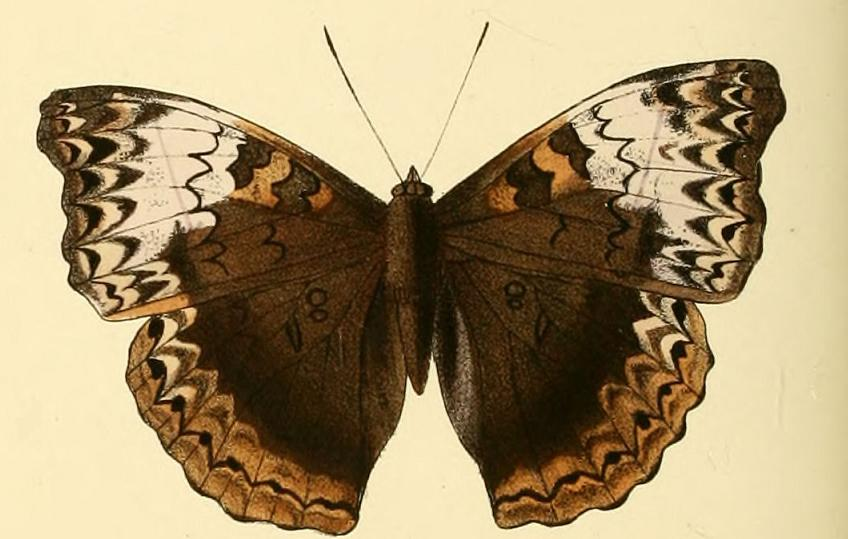

Ấu trùng ăn các loài thuộc chi Rinorea.

## Phân loài
- Cymothoe heliada heliada (Nigeria: Cross River loop, Cameroon, Congo)
- Cymothoe heliada liberatorum Overlaet, 1952 (miền trung Cộng hòa Dân chủ Congo tới Sankuru)
- Cymothoe heliada mutshindji Overlaet, 1940 (Cộng hòa Dân chủ Congo: Lualaba, Kabinda)